# 남우조연상
남우조연상은 최고의 남자 조연배우에게 주는 영화상이다.
- 아카데미 남우조연상: 아카데미상의 부문 중 하나
- 영국 아카데미 남우조연상: 영국 영화 텔레비전 예술 아카데미가 영화에서 뛰어난 조연 배역 연기를 펼친 남배우의 공로를 인정하여 매년 영국 아카데미 영화상에서 주어지는 상
- 엠파이어 남우조연상: 영국의 잡지 《엠파이어》에서 매년 주최하는 엠파이어상의 부문 중 하나

## 같이 보기
- 제목에 "남우조연상" 항목을 포함한 모든 문서

| Disambiguation icon | 이 문서는 명칭이 같고 같은 종류에 속하는 여러 대상을 연결하는 색인 문서입니다. |